# Turretot
Turretot è un comune francese di 1 487 abitanti situato nel dipartimento della Senna Marittima nella regione della Normandia.

## Origini del nome
Le origini del nome di Turretot risalgono al tempo dei Vichinghi. Nel 1222 se ne trova la trascrizione Toretot.
Questo nome è composto da due parti: Turre derivante da Thorir che si forma sul nome del dio Thor, personificazione del fulmine e del tuono nella mitologia norrena. Tot deriva dal norreno toft (o topt) che originariamente designava una tenuta o un podere. Turretot significa quindi "il territorio di Thorir".

## Storia

### Simboli
Lo stemma di Turretot è stato adottato nel gennaio del 2002.
Il martello di Thor allude all'etimologia di Thorir proveniente da Thor, dio venerato dai Vichinghi, il cui simbolo è il martello. I fiori di lino ricordano la costa fiorita e la località del Pays de Caux dove si coltiva il lino.
Gli smalti principali di rosso e d'oro sono i colori della Normandia.

## Società

### Evoluzione demografica
Abitanti censiti